# Forțele armate ale Portugaliei
Apărarea Portugaliei este asigurată de armata terestră, marină și flota aeriană, serviciul militar nefiind obligatoriu. Acestea includ Statul Major al Forțelor Armate, celelalte organisme unificate și cele trei ramuri de serviciu: Marina Portugheză, Armata Portugheză și Forțele Aeriene Portugheze.
Președintele Republicii este șeful armatei portugheze, cu titlul de „Comandant Suprem al Forțelor Armate” (Comandante Supremo das Forças Armadas). Conducerea forțelor armate și execuția politicii naționale de apărare se face totuși de către guvern (prezidându-l de prim-ministru) prin intermediul ministrului său al apărării naționale. Cel mai înalt ofițer din armată este șeful Statului Major General al Forțelor Armate, care deține controlul operațional al Forțelor Armate pe timp de pace și își asumă controlul deplin atunci când există stare de război.
Forțele armate sunt însărcinate să protejeze Portugalia, precum și să sprijine eforturile internaționale de menținere a păcii atunci când sunt mandatate de Organizația Tratatului Atlanticului de Nord, Națiunile Unite și/sau Uniunea Europeană.